# Metazygia enabla
Metazygia enabla är en spindelart som beskrevs av Levi 1995. Metazygia enabla ingår i släktet Metazygia och familjen hjulspindlar.
Artens utbredningsområde är Venezuela. Inga underarter finns listade i Catalogue of Life.